# Bicicleta Vasca 2008
La XVIII Bicicleta Vasca (oficialmente: Euskal Bizikleta), disputada entre el 6 de junio y el 8 de junio de 2008, estaba dividida en 3 etapas para un total de 467,9 km.
Participaron 13 equipos. Los 3 equipos españoles de categoría UCI ProTeam  (Saunier Duval-Scott, Caisse d'Epargne y Euskaltel-Euskadi); los 4 de categoría Profesional Continental (Karpin Galicia, Andalucía-Cajasur), Contentpolis-Murcia y Extremadura-Ciclismo Solidario); y los 2 de categoría Continental (Orbea-Oreka SDA y Burgos Monumental). En cuanto a representación extranjera, estuvieron 4 equipos: los Profesionales Continentales del Barloworld, Tinkoff Credit Systems, Acqua & Sapone-Caffè Mokambo y Ceramica Flaminia-Bossini Docce.
El ganador final fue Eros Capecchi (quien además se hizo con una etapa y con las clasificaciones de la regularidad y la montaña) tras imponerse a Igor Antón (finalmente segundo) en la última y decisiva etapa. Completó el podio Adrián Palomares.
En las otras clasificaciones secundarias se impusieron Iban Mayoz (metas volantes) y Contentpolis-Murcia (equipos).  

## Etapas
| Etapa | Fecha      | Recorrido               | km    | Ganador                   | Líder                   |
| ----- | ---------- | ----------------------- | ----- | ------------------------- | ----------------------- |
| 1ª    | 06/06/2008 | Baquio-Baquio           | 154,5 | Daniel Moreno             | Julián Sánchez Pimienta |
| 2ª    | 07/06/2008 | Salvatierra-Salvatierra | 162,7 | Koldo Fernández de Larrea | Julián Sánchez Pimienta |
| 3ª    | 08/06/2008 | Éibar-Arrate            | 150,7 | Eros Capecchi             | Eros Capecchi           |

## Clasificaciones finales
| \| 1. \| Eros Capecchi \| 11h 37' 45" \| \| 2. \| Igor Antón \| + 7" \| \| 3. \| Adrián Palomares \| + 11" \| \| 4. \| Julián Sánchez Pimienta \| + 13" \| \| 5. \| Jaume Rovira \| + 13" \| \| 6. \| Giampaolo Caruso \| + 13" \| \| 7. \| Massimiliano Gentili \| + 13" \| \| 8. \| Luca Pierfelici \| + 13" \| \| 9. \| Daniel Moreno \| + 42" \| \| 10. \| Filippo Simeoni \| + 49" \| |                         |             |
| 1. | Eros Capecchi           | 11h 37' 45" |
| 2. | Igor Antón              | + 7"        |
| 3. | Adrián Palomares        | + 11"       |
| 4. | Julián Sánchez Pimienta | + 13"       |
| 5. | Jaume Rovira            | + 13"       |
| 6. | Giampaolo Caruso        | + 13"       |
| 7. | Massimiliano Gentili    | + 13"       |
| 8. | Luca Pierfelici         | + 13"       |
| 9. | Daniel Moreno           | + 42"       |
| 10. | Filippo Simeoni         | + 49"       |

| \| 1. \| Eros Capecchi \| 39 p. \| \| 2. \| Daniel Moreno \| 35 p. \| \| 3. \| Julián Sánchez Pimienta \| 35 p. \| |                         |       |
| 1. | Eros Capecchi           | 39 p. |
| 2. | Daniel Moreno           | 35 p. |
| 3. | Julián Sánchez Pimienta | 35 p. |

| \| 1. \| Eros Capecchi \| 31 p. \| \| 2. \| Adrián Palomares \| 20 p. \| \| 3. \| Iban Mayoz \| 20 p. \| |                  |       |
| 1. | Eros Capecchi    | 31 p. |
| 2. | Adrián Palomares | 20 p. |
| 3. | Iban Mayoz       | 20 p. |

| \| 1. \| Iban Mayoz \| 11 p. \| \| 2. \| Alberto Benítez \| 10 p. \| \| 3. \| Ignacio Sarabia \| 6 p. \| |                 |       |
| 1. | Iban Mayoz      | 11 p. |
| 2. | Alberto Benítez | 10 p. |
| 3. | Ignacio Sarabia | 6 p.  |

| \| 1. \| Contentpolis-Murcia \| 11h 21' 43" \| \| \| 2. \| Caisse d'Epargne \| + 1' 20" \| \| \| 3. \| Ceramica Flaminia-Bossini Docce \| + 1' 32" \| \| |                                 |             |  |
| 1. | Contentpolis-Murcia             | 11h 21' 43" |  |
| 2. | Caisse d'Epargne                | + 1' 20"    |  |
| 3. | Ceramica Flaminia-Bossini Docce | + 1' 32"    |  |